# Yurendell de Caster
Yurendell Eithel Damian de Caster (Willemstad (Curaçao), 26 september 1979) is een Curaçaos-Nederlandse honkballer. Zijn positie is (voornamelijk) op het derde honk. Hij is rechtshandig.
De Caster begon zijn honkbalcarrière bij in de competitie van de Nederlandse Antillen bij de Santa Maria Pirates. In 1996 tekende hij bij de Tampa Bay Devil Rays, en speelde voor die club in de competitie van de Dominicaanse Republiek. In december 2000 ging hij over naar de Pittsburgh Pirates, die hem lieten uitkomen in de Minor Leagues totdat hij in 2006 driemaal de kans kreeg in de Major League. Hier maakte hij echter onvoldoende indruk. In november 2007 stapte de Caster over naar de Washington Nationals, om ook voor deze club in de Minor Leagues te spelen.
Sinds 2003 maakt De Caster regelmatig deel uit van het Nederlands honkbalteam. Hij kwam uit bij de EK's in 2003 en 2007 en op de Olympische Spelen van 2004 in Athene. Bij deze spelen sloeg hij drie homeruns, en was daarmee (gedeeld) homerunkoning van het toernooi. De Caster is ook voor de Olympische Spelen van 2008 in Peking weer geselecteerd.
In 2009 speelde De Caster bij de Scranton-Wilkes Barre Yankees (Triple A) en in 2010 bij de Broncos de Reynosa (Triple A Mexican League).